# Finger–näs-prov
Finger–näs-prov är en viktig del av neurologiska undersökningar för att bedöma nervsystemets koordinationsförmåga. Under testet, med ögonen slutna, ska patienten använda höger och vänster pekfinger för att röra vid nässpetsen. En stor rörelseomfång i armarna är nödvändig för korrekt bedömning. Skador i lillhjärnan kan resultera i skakande rörelser i armen och handen, som intensifieras när fingret närmar sig målet och kan resultera i att målet missas. Om felpekning sker, exempelvis att fingret riktas mot samma målpunkt som kinden, kan det indikera en möjlig psykisk orsak till funktionsstörningen. Vidare kan provet användas för att upptäcka stroke eller TIA-attacker.